# Treffrin
Treffrin (tiếng Breton: Trefrin) là một xã của tỉnh Côtes-d’Armor, thuộc vùng Bretagne, tây bắc Pháp.

## Dân số
Người dân ở Treffrin được gọi là Treffrinois.